# ФК Полет Расна
ФК Полет је фудбалски клуб из Расне у Општини Пожега, Србија и тренутно се такмичи у Златиборској окружној лиги, петом такмичарском нивоу српског фудбала. Клуб је основан 1965. године.
У сезони 2012/2013 Полет је завршио на првом Златиборске окружне лиге са бодом више од другопласираног Полимља из Пријепоља, али због финансијских проблема остаје у лиги где и данас игра.